# La Madrid Challenge by La Vuelta 2019
La 5e édition de La Madrid Challenge by La Vuelta a lieu du 14 au 15 septembre 2019. C'est l'avant-dernière épreuve de l'UCI World Tour féminin 2019. 
Le contre-la-montre inaugural est remportée par Lisa Brennauer. La seconde étape se conclut au sprint avec la victoire de Chloe Hosking. Lisa Brennauer conserve la tête du classement général.

## Parcours
Le contre-la-montre individuel compte huit virages et est principalement plat.
Le parcours de la deuxième étape est celui des années 2017 et précédentes.

## Équipes
| Équipes féminines professionnelles (18)- Alé Cipollini - BePink - Bizkaia-Durango - Boels Dolmans - BTC City Ljubljana - Cogeas-Mettler - Doltcini-Van Eyck Sport - Eneicue - FDJ-Nouvelle Aquitaine-Futuroscope - Hitec Products - Massi Tactic - Mitchelton-Scott - Movistar Team - Sopela - Sunweb Women - Trek-Segafredo - Valcar Cylance - WNT-Rotor Pro Cycling Équipe nationale- Espagne |
| |

## Étapes
| Étape     | Date     | Villes étapes                           | type                        | Distance (km) | Vainqueur d'étape | Leader du classement général |
| --------- | -------- | --------------------------------------- | --------------------------- | ------------- | ----------------- | ---------------------------- |
| 1re étape | 14 sept. | Boadilla del Monte – Boadilla del Monte | contre-la-montre individuel | 9,3           | Lisa Brennauer    | Lisa Brennauer               |
| 2e étape  | 15 sept. | Madrid – Madrid                         | étape de plaine             | 98,6          | Chloe Hosking     | Lisa Brennauer               |

## Favorites
Les favorites pour le contre-la-montre sont : Lisa Brennauer, Lucinda Brand et Ruth Winder. Pour la course en ligne, la victoire doit revenir à une sprinteuse. Kirsten Wild, Jolien D'Hoore, Chloe Hosking, Elisa Balsamo et Letizia Paternoster sont à priori les plus rapides de la liste de partantes.

## Récit de la course
Sur le contre-la-montre, Pernille Mathiesen possède longtemps le meilleur temps. Elle est devancée par Lisa Brennauer qui s'impose pour quatre secondes devant Lucinda Brand.
Sur les sprints intermédiaires de la course en ligne, Kirsten Wild emmène Lisa Brennauer. Elle conserve donc son avance face à Lucinda Brand. Au sprint, la formation Ale Cipollini forme un train. Chloe Hosking en profite pleinement et remporte la victoire devant Letizia Paternoster et Roxane Fournier.

## Déroulement de la course

### 1reétape
| \| Classement de l'étape \| Classement de l'étape \| Classement de l'étape \| Classement de l'étape \| Classement de l'étape \| \| Coureuse \| Coureuse \| Pays \| Équipe \| Temps \| \| --------------------- \| --------------------- \| --------------------- \| ------------------------------------ \| --------------------- \| \| 1re \| Lisa Brennauer \| Allemagne \| WNT-Rotor Pro Cycling \| 12 min 52 s \| \| 2e \| Lucinda Brand \| Pays-Bas \| Sunweb \| + 4 s \| \| 3e \| Pernille Mathiesen \| Danemark \| Sunweb \| + 13 s \| \| 4e \| Karol-Ann Canuel \| Canada \| Boels Dolmans \| + 19 s \| \| 5e \| Anna Plichta \| Pologne \| Trek-Segafredo \| + 20 s \| \| 6e \| Christine Majerus \| Luxembourg \| Boels Dolmans \| + 22 s \| \| 7e \| Olga Zabelinskaïa \| Ouzbekistan \| Cogeas-Mettler-Look Pro Cycling Team \| + 25 s \| \| 8e \| Eugenia Bujak \| Slovénie \| BTC City Ljubljana \| + 26 s \| \| 9e \| Floortje Mackaij \| Pays-Bas \| Sunweb \| + 27 s \| \| 10e \| Vita Heine \| Norvège \| Hitec Products-Birk Sport \| + 27 s \| |                    |             |                                      |             |
| |                    |             |                                      |             |
| Source : ProCyclingStats |                    |             |                                      |             |
| Classement de l'étape |                    |             |                                      |             |
| Coureuse | Coureuse           | Pays        | Équipe                               | Temps       |
| 1re | Lisa Brennauer     | Allemagne   | WNT-Rotor Pro Cycling                | 12 min 52 s |
| 2e | Lucinda Brand      | Pays-Bas    | Sunweb                               | + 4 s       |
| 3e | Pernille Mathiesen | Danemark    | Sunweb                               | + 13 s      |
| 4e | Karol-Ann Canuel   | Canada      | Boels Dolmans                        | + 19 s      |
| 5e | Anna Plichta       | Pologne     | Trek-Segafredo                       | + 20 s      |
| 6e | Christine Majerus  | Luxembourg  | Boels Dolmans                        | + 22 s      |
| 7e | Olga Zabelinskaïa  | Ouzbekistan | Cogeas-Mettler-Look Pro Cycling Team | + 25 s      |
| 8e | Eugenia Bujak      | Slovénie    | BTC City Ljubljana                   | + 26 s      |
| 9e | Floortje Mackaij   | Pays-Bas    | Sunweb                               | + 27 s      |
| 10e | Vita Heine         | Norvège     | Hitec Products-Birk Sport            | + 27 s      |

| \| Classement général \| Classement général \| Classement général \| Classement général \| Classement général \| \| Coureuse \| Coureuse \| Pays \| Équipe \| Temps \| \| ------------------ \| ------------------ \| ------------------ \| ------------------------------------ \| ------------------ \| \| 1re \| Lisa Brennauer \| Allemagne \| WNT-Rotor Pro Cycling \| 12 min 52 s \| \| 2e \| Lucinda Brand \| Pays-Bas \| Sunweb \| + 4 s \| \| 3e \| Pernille Mathiesen \| Danemark \| Sunweb \| + 13 s \| \| 4e \| Karol-Ann Canuel \| Canada \| Boels Dolmans \| + 19 s \| \| 5e \| Anna Plichta \| Pologne \| Trek-Segafredo \| + 20 s \| \| 6e \| Christine Majerus \| Luxembourg \| Boels Dolmans \| + 22 s \| \| 7e \| Olga Zabelinskaïa \| Ouzbekistan \| Cogeas-Mettler-Look Pro Cycling Team \| + 25 s \| \| 8e \| Eugenia Bujak \| Slovénie \| BTC City Ljubljana \| + 26 s \| \| 9e \| Floortje Mackaij \| Pays-Bas \| Sunweb \| + 27 s \| \| 10e \| Vita Heine \| Norvège \| Hitec Products-Birk Sport \| + 27 s \| |                    |             |                                      |             |
| |                    |             |                                      |             |
| Source : ProCyclingStats |                    |             |                                      |             |
| Classement général |                    |             |                                      |             |
| Coureuse | Coureuse           | Pays        | Équipe                               | Temps       |
| 1re | Lisa Brennauer     | Allemagne   | WNT-Rotor Pro Cycling                | 12 min 52 s |
| 2e | Lucinda Brand      | Pays-Bas    | Sunweb                               | + 4 s       |
| 3e | Pernille Mathiesen | Danemark    | Sunweb                               | + 13 s      |
| 4e | Karol-Ann Canuel   | Canada      | Boels Dolmans                        | + 19 s      |
| 5e | Anna Plichta       | Pologne     | Trek-Segafredo                       | + 20 s      |
| 6e | Christine Majerus  | Luxembourg  | Boels Dolmans                        | + 22 s      |
| 7e | Olga Zabelinskaïa  | Ouzbekistan | Cogeas-Mettler-Look Pro Cycling Team | + 25 s      |
| 8e | Eugenia Bujak      | Slovénie    | BTC City Ljubljana                   | + 26 s      |
| 9e | Floortje Mackaij   | Pays-Bas    | Sunweb                               | + 27 s      |
| 10e | Vita Heine         | Norvège     | Hitec Products-Birk Sport            | + 27 s      |

### 2eétape
| \| Classement de l'étape \| Classement de l'étape \| Classement de l'étape \| Classement de l'étape \| Classement de l'étape \| \| Coureuse \| Coureuse \| Pays \| Équipe \| Temps \| \| --------------------- \| --------------------- \| --------------------- \| ---------------------------------- \| --------------------- \| \| 1re \| Chloe Hosking \| Australie \| Alé Cipollini \| 2 h 20 min 31 s \| \| 2e \| Letizia Paternoster \| Italie \| Trek-Segafredo \| + 0 s \| \| 3e \| Roxane Fournier \| France \| Movistar Team \| + 0 s \| \| 4e \| Lucinda Brand \| Pays-Bas \| Sunweb \| + 0 s \| \| 5e \| Christine Majerus \| Luxembourg \| Boels Dolmans \| + 0 s \| \| 6e \| Maria Martins \| Portugal \| Sopela Women's Team \| + 0 s \| \| 7e \| Jolien D'Hoore \| Belgique \| Boels Dolmans \| + 0 s \| \| 8e \| Kirsten Wild \| Pays-Bas \| WNT-Rotor Pro Cycling \| + 0 s \| \| 9e \| Floortje Mackaij \| Pays-Bas \| Sunweb \| + 0 s \| \| 10e \| Eugénie Duval \| France \| FDJ-Nouvelle Aquitaine-Futuroscope \| + 0 s \| |                     |            |                                    |                 |
| |                     |            |                                    |                 |
| Source : ProCyclingStats |                     |            |                                    |                 |
| Classement de l'étape |                     |            |                                    |                 |
| Coureuse | Coureuse            | Pays       | Équipe                             | Temps           |
| 1re | Chloe Hosking       | Australie  | Alé Cipollini                      | 2 h 20 min 31 s |
| 2e | Letizia Paternoster | Italie     | Trek-Segafredo                     | + 0 s           |
| 3e | Roxane Fournier     | France     | Movistar Team                      | + 0 s           |
| 4e | Lucinda Brand       | Pays-Bas   | Sunweb                             | + 0 s           |
| 5e | Christine Majerus   | Luxembourg | Boels Dolmans                      | + 0 s           |
| 6e | Maria Martins       | Portugal   | Sopela Women's Team                | + 0 s           |
| 7e | Jolien D'Hoore      | Belgique   | Boels Dolmans                      | + 0 s           |
| 8e | Kirsten Wild        | Pays-Bas   | WNT-Rotor Pro Cycling              | + 0 s           |
| 9e | Floortje Mackaij    | Pays-Bas   | Sunweb                             | + 0 s           |
| 10e | Eugénie Duval       | France     | FDJ-Nouvelle Aquitaine-Futuroscope | + 0 s           |

## Classements finals

### Classement général final
| \| Classement général \| Classement général \| Classement général \| Classement général \| Classement général \| \| Coureuse \| Coureuse \| Pays \| Équipe \| Temps \| \| ------------------ \| ------------------------- \| ------------------ \| ------------------------------------ \| ------------------ \| \| 1re \| Lisa Brennauer \| Allemagne \| WNT-Rotor Pro Cycling \| 2 h 33 min 06 s \| \| 2e \| Lucinda Brand \| Pays-Bas \| Sunweb \| + 10 s \| \| 3e \| Pernille Mathiesen \| Danemark \| Sunweb \| + 28 s \| \| 4e \| Christine Majerus \| Luxembourg \| Boels Dolmans \| + 35 s \| \| 5e \| Eugenia Bujak \| Slovénie \| BTC City Ljubljana \| + 36 s \| \| 6e \| Karol-Ann Canuel \| Canada \| Boels Dolmans \| + 36 s \| \| 7e \| Anna Plichta \| Pologne \| Trek-Segafredo \| + 37 s \| \| 8e \| Letizia Paternoster \| Italie \| Trek-Segafredo \| + 38 s \| \| 9e \| Floortje Mackaij \| Pays-Bas \| Sunweb \| + 39 s \| \| 10e \| Franziska Koch \| Allemagne \| Sunweb \| + 41 s \| \| 11e \| Olga Zabelinskaïa \| Ouzbekistan \| Cogeas-Mettler-Look Pro Cycling Team \| + 42 s \| \| 12e \| Vita Heine \| Norvège \| Hitec Products-Birk Sport \| + 44 s \| \| 13e \| Ruth Edwards \| États-Unis \| Trek-Segafredo \| + 45 s \| \| 14e \| Coralie Demay \| France \| FDJ-Nouvelle Aquitaine-Futuroscope \| + 48 s \| \| 15e \| Jip van den Bos \| Pays-Bas \| Boels Dolmans \| + 48 s \| \| 16e \| Maria Giulia Confalonieri \| Italie \| Valcar Cylance \| + 53 s \| \| 17e \| Anastasiia Pliaskina \| Russie \| Cogeas-Mettler-Look Pro Cycling Team \| + 53 s \| \| 18e \| Lourdes Oyarbide \| Espagne \| Movistar Team \| + 58 s \| \| 19e \| Juliette Labous \| France \| Sunweb \| + 59 s \| \| 20e \| Moniek Tenniglo \| Pays-Bas \| Mitchelton-Scott \| + 1 min 02 s \| |                           |             |                                      |                 |
| |                           |             |                                      |                 |
| Source : ProCyclingStats |                           |             |                                      |                 |
| Classement général |                           |             |                                      |                 |
| Coureuse | Coureuse                  | Pays        | Équipe                               | Temps           |
| 1re | Lisa Brennauer            | Allemagne   | WNT-Rotor Pro Cycling                | 2 h 33 min 06 s |
| 2e | Lucinda Brand             | Pays-Bas    | Sunweb                               | + 10 s          |
| 3e | Pernille Mathiesen        | Danemark    | Sunweb                               | + 28 s          |
| 4e | Christine Majerus         | Luxembourg  | Boels Dolmans                        | + 35 s          |
| 5e | Eugenia Bujak             | Slovénie    | BTC City Ljubljana                   | + 36 s          |
| 6e | Karol-Ann Canuel          | Canada      | Boels Dolmans                        | + 36 s          |
| 7e | Anna Plichta              | Pologne     | Trek-Segafredo                       | + 37 s          |
| 8e | Letizia Paternoster       | Italie      | Trek-Segafredo                       | + 38 s          |
| 9e | Floortje Mackaij          | Pays-Bas    | Sunweb                               | + 39 s          |
| 10e | Franziska Koch            | Allemagne   | Sunweb                               | + 41 s          |
| 11e | Olga Zabelinskaïa         | Ouzbekistan | Cogeas-Mettler-Look Pro Cycling Team | + 42 s          |
| 12e | Vita Heine                | Norvège     | Hitec Products-Birk Sport            | + 44 s          |
| 13e | Ruth Edwards              | États-Unis  | Trek-Segafredo                       | + 45 s          |
| 14e | Coralie Demay             | France      | FDJ-Nouvelle Aquitaine-Futuroscope   | + 48 s          |
| 15e | Jip van den Bos           | Pays-Bas    | Boels Dolmans                        | + 48 s          |
| 16e | Maria Giulia Confalonieri | Italie      | Valcar Cylance                       | + 53 s          |
| 17e | Anastasiia Pliaskina      | Russie      | Cogeas-Mettler-Look Pro Cycling Team | + 53 s          |
| 18e | Lourdes Oyarbide          | Espagne     | Movistar Team                        | + 58 s          |
| 19e | Juliette Labous           | France      | Sunweb                               | + 59 s          |
| 20e | Moniek Tenniglo           | Pays-Bas    | Mitchelton-Scott                     | + 1 min 02 s    |

### UCI World Tour

#### Points attribués
| Position           | 1er | 2e  | 3e  | 4e  | 5e | 6e | 7e | 8e | 9e | 10e | 11e | 12e | 13e | 14e | 15e | 16e à 30e | 31e à 40e |
| Classement général | 200 | 150 | 125 | 100 | 85 | 70 | 60 | 50 | 40 | 35  | 30  | 25  | 20  | 15  | 10  | 5         | 3         |

### Classements annexes

#### Classement par points
| Classement par points | Classement par points | Classement par points | Classement par points | Classement par points |
| Coureuse              | Coureuse              | Pays                  | Équipe                | Points                |
| --------------------- | --------------------- | --------------------- | --------------------- | --------------------- |
| 1re                   | Lucinda Brand         | Pays-Bas              | Sunweb                | 25 pts                |
| 2e                    | Lisa Brennauer        | Allemagne             | WNT-Rotor Pro Cycling | 22 pts                |
| 3e                    | Christine Majerus     | Luxembourg            | Boels Dolmans         | 15 pts                |
| 4e                    | Eugenia Bujak         | Slovénie              | BTC City Ljubljana    | 13 pts                |
| 5e                    | Chloe Hosking         | Australie             | Alé Cipollini         | 10 pts                |
| 6e                    | Letizia Paternoster   | Italie                | Trek-Segafredo        | 8 pts                 |
| 7e                    | Roxane Fournier       | France                | Movistar Team         | 6 pts                 |
| 8e                    | Floortje Mackaij      | Pays-Bas              | Sunweb                | 5 pts                 |
| 9e                    | Franziska Koch        | Allemagne             | Sunweb                | 5 pts                 |
| 10e                   | Pernille Mathiesen    | Danemark              | Sunweb                | 4 pts                 |

## Liste des participantes
| Légende | Légende                                                                           | Légende | Légende                                                    |
| ------- | --------------------------------------------------------------------------------- | ------- | ---------------------------------------------------------- |
| Num     | Dossard de départ porté par le coureur sur cette La Madrid Challenge by La Vuelta | Pos     | Position à l'arrivée de la course                          |
|         | Indique un maillot de champion national ou mondial, suivi de sa spécialité        | NP      | Indique un coureur qui n'a pas pris le départ de la course |
| AB      | Indique un coureur qui n'a pas terminé la course                                  | HD      | Indique un coureur qui a terminé la course hors des délais |

| Boels Dolmans DLT | Boels Dolmans DLT       | Boels Dolmans DLT |
| ----------------- | ----------------------- | ----------------- |
| Num               | Coureuse                | Pos               |
| 1                 | Eva Buurman (NED)       | 39e               |
| 2                 | Karol-Ann Canuel (CAN)  | 6e                |
| 3                 | Jolien D'Hoore (BEL)    | 43e               |
| 4                 | Christine Majerus (LUX) | 4e                |
| 5                 | Skylar Schneider (USA)  | AB-2              |
| 6                 | Jip van den Bos (NED)   | 15e               |

| Trek-Segafredo TFS | Trek-Segafredo TFS        | Trek-Segafredo TFS |
| ------------------ | ------------------------- | ------------------ |
| Num                | Coureuse                  | Pos                |
| 11                 | Anna Plichta (POL)        | 7e                 |
| 12                 | Lotta Lepistö (FIN)       | 37e                |
| 13                 | Letizia Paternoster (ITA) | 8e                 |
| 14                 | Abigail Van Twisk (GBR)   | 38e                |
| 15                 | Tayler Wiles (USA)        | AB-2               |
| 16                 | Ruth Edwards (USA)        | 13e                |

| Mitchelton-Scott MTS | Mitchelton-Scott MTS   | Mitchelton-Scott MTS |
| -------------------- | ---------------------- | -------------------- |
| Num                  | Coureuse               | Pos                  |
| 21                   | Gracie Elvin (AUS)     | AB-2                 |
| 22                   | Jessica Allen (AUS)    | 41e                  |
| 23                   | Sarah Roy (AUS)        | 29e                  |
| 24                   | Moniek Tenniglo (NED)  | 20e                  |
| 25                   | Georgia Williams (NZL) | AB-2                 |

| Sunweb SUN | Sunweb SUN               | Sunweb SUN |
| ---------- | ------------------------ | ---------- |
| Num        | Coureuse                 | Pos        |
| 31         | Lucinda Brand (NED)      | 2e         |
| 32         | Franziska Koch (GER)     | 10e        |
| 33         | Juliette Labous (FRA)    | 19e        |
| 34         | Floortje Mackaij (NED)   | 9e         |
| 35         | Pernille Mathiesen (DEN) | 3e         |
| 36         | Julia Soek (NED)         | 26e        |

| WNT-Rotor Pro Cycling WNT | WNT-Rotor Pro Cycling WNT | WNT-Rotor Pro Cycling WNT |
| ------------------------- | ------------------------- | ------------------------- |
| Num                       | Coureuse                  | Pos                       |
| 41                        | Lisa Brennauer (GER)      | 1re                       |
| 42                        | Sarah Rijkes (AUT)        | 63e                       |
| 43                        | Aafke Soet (NED)          | 57e                       |
| 44                        | Lea Lin Teutenberg (GER)  | 35e                       |
| 45                        | Lara Vieceli (ITA)        | 51e                       |
| 46                        | Kirsten Wild (NED)        | 28e                       |

| Valcar Cylance VAL | Valcar Cylance VAL              | Valcar Cylance VAL |
| ------------------ | ------------------------------- | ------------------ |
| Num                | Coureuse                        | Pos                |
| 51                 | Elisa Balsamo (ITA)             | AB-2               |
| 52                 | Marta Cavalli (ITA)             | 23e                |
| 53                 | Maria Giulia Confalonieri (ITA) | 16e                |
| 54                 | Chiara Consonni (ITA)           | 40e                |
| 55                 | Vittoria Guazzini (ITA)         | AB-2               |
| 56                 | Ilaria Sanguineti (ITA)         | AB-2               |

| Movistar Team MOV | Movistar Team MOV         | Movistar Team MOV |
| ----------------- | ------------------------- | ----------------- |
| Num               | Coureuse                  | Pos               |
| 61                | Sheyla Gutiérrez (ESP)    | AB-2              |
| 62                | Roxane Fournier (FRA)     | 42e               |
| 63                | Małgorzata Jasińska (POL) | AB-2              |
| 64                | Lourdes Oyarbide (ESP)    | 18e               |
| 65                | Paula Patiño (COL)        | 60e               |
| 66                | Gloria Rodríguez (ESP)    | 58e               |

| Alé Cipollini ALE | Alé Cipollini ALE             | Alé Cipollini ALE |
| ----------------- | ----------------------------- | ----------------- |
| Num               | Coureuse                      | Pos               |
| 71                | Chloe Hosking (AUS)           | 25e               |
| 72                | Romy Kasper (GER)             | 44e               |
| 73                | Diana Peñuela (COL)           | 34e               |
| 74                | Karlijn Swinkels (NED)        | 21e               |
| 75                | Marjolein van 't Geloof (NED) | 32e               |
| 76                | Eri Yonamine (JPN)            | 24e               |

| Cogeas-Mettler-Look Pro Cycling Team CGS | Cogeas-Mettler-Look Pro Cycling Team CGS | Cogeas-Mettler-Look Pro Cycling Team CGS |
| ---------------------------------------- | ---------------------------------------- | ---------------------------------------- |
| Num                                      | Coureuse                                 | Pos                                      |
| 81                                       | Olga Zabelinskaïa (UZB)                  | 11e                                      |
| 82                                       | Maria Novolodskaya (RUS)                 | 55e                                      |
| 83                                       | Virginie Perizzolo Pointet (SUI)         | 62e                                      |
| 84                                       | Edwige Pitel (FRA)                       | 31e                                      |
| 85                                       | Anastasiia Pliaskina (RUS)               | 17e                                      |

| FDJ-Nouvelle Aquitaine-Futuroscope FDJ | FDJ-Nouvelle Aquitaine-Futuroscope FDJ | FDJ-Nouvelle Aquitaine-Futuroscope FDJ |
| -------------------------------------- | -------------------------------------- | -------------------------------------- |
| Num                                    | Coureuse                               | Pos                                    |
| 91                                     | Eugénie Duval (FRA)                    | 30e                                    |
| 92                                     | Charlotte Becker (GER)                 | AB-2                                   |
| 93                                     | Clara Copponi (FRA)                    | 50e                                    |
| 94                                     | Coralie Demay (FRA)                    | 14e                                    |
| 95                                     | Maëlle Grossetête (FRA)                | 22e                                    |
| 96                                     | Lauren Kitchen (AUS)                   | 33e                                    |

| BTC City Ljubljana BTC | BTC City Ljubljana BTC   | BTC City Ljubljana BTC |
| ---------------------- | ------------------------ | ---------------------- |
| Num                    | Coureuse                 | Pos                    |
| 101                    | Maaike Boogaard (NED)    | 56e                    |
| 102                    | Eugenia Bujak (SLO)      | 5e                     |
| 103                    | Anastasia Chursina (RUS) | AB-2                   |
| 104                    | Urša Pintar (SLO)        | 27e                    |
| 105                    | Rossella Ratto (ITA)     | AB-2                   |
| 106                    | Hayley Simmonds (GBR)    | AB-2                   |

| Hitec Products-Birk Sport HPU | Hitec Products-Birk Sport HPU    | Hitec Products-Birk Sport HPU |
| ----------------------------- | -------------------------------- | ----------------------------- |
| Num                           | Coureuse                         | Pos                           |
| 111                           | Lucy van der Haar (GBR)          | AB-2                          |
| 112                           | Pernille Larsen Feldmann (NOR)   | AB-2                          |
| 113                           | Vita Heine (NOR)                 | 12e                           |
| 114                           | Thale Sofie Kielland Bjerk (NOR) | AB-2                          |
| 115                           | Julie Meyer Solvang (NOR)        | 59e                           |
| 116                           | Marta Tagliaferro (ITA)          | 46e                           |

| Bizkaia-Durango BDP | Bizkaia-Durango BDP   | Bizkaia-Durango BDP |
| ------------------- | --------------------- | ------------------- |
| Num                 | Coureuse              | Pos                 |
| 121                 | Sandra Alonso (ESP)   | 66e                 |
| 123                 | Ainara Elbusto (ESP)  | AB-2                |
| 124                 | Ariana Gilabert (ESP) | AB-2                |
| 125                 | Aroa Gorostiza (ESP)  | 45e                 |
| 126                 | Isabel Martin (ESP)   | 65e                 |

| Eneicue EIC | Eneicue EIC           | Eneicue EIC |
| ----------- | --------------------- | ----------- |
| Num         | Coureuse              | Pos         |
| 131         | Ziortza Isasi (ESP)   | AB-2        |
| 132         | Anna Baidak (RUS)     | 49e         |
| 133         | Alessia Bulleri (ITA) | AB-2        |
| 134         | Varvara Fasoi (GRE)   | AB-2        |
| 135         | Lija Laizāne (LAT)    | 61e         |

| Sopela Women's Team SWT | Sopela Women's Team SWT | Sopela Women's Team SWT |
| ----------------------- | ----------------------- | ----------------------- |
| Num                     | Coureuse                | Pos                     |
| 141                     | Yurani Blanco (ESP)     | 64e                     |
| 142                     | Sara Martín (ESP)       | 48e                     |
| 143                     | Maria Martins (POR)     | 36e                     |
| 144                     | Alexandra Moreno (ESP)  | AB-2                    |
| 145                     | Sofía Rodríguez (ESP)   | 53e                     |
| 146                     | Mireia Trias (ESP)      | AB-2                    |

| Massi Tactic MAT | Massi Tactic MAT                | Massi Tactic MAT |
| ---------------- | ------------------------------- | ---------------- |
| Num              | Coureuse                        | Pos              |
| 151              | Belén López (ESP)               | 47e              |
| 152              | Mireia Benito (ESP)             | 52e              |
| 153              | Elisabet Escursell Valero (ESP) | AB-2             |
| 154              | Nekane Gomez (ESP)              | AB-2             |
| 155              | Sandra Moral (ESP)              | AB-2             |
| 156              | Teresa Ripoll (ESP)             | 54e              |

| Boels Dolmans DLT | Boels Dolmans DLT       | Boels Dolmans DLT |
| ----------------- | ----------------------- | ----------------- |
| Num               | Coureuse                | Pos               |
| 1                 | Eva Buurman (NED)       | 39e               |
| 2                 | Karol-Ann Canuel (CAN)  | 6e                |
| 3                 | Jolien D'Hoore (BEL)    | 43e               |
| 4                 | Christine Majerus (LUX) | 4e                |
| 5                 | Skylar Schneider (USA)  | AB-2              |
| 6                 | Jip van den Bos (NED)   | 15e               |

| Trek-Segafredo TFS | Trek-Segafredo TFS        | Trek-Segafredo TFS |
| ------------------ | ------------------------- | ------------------ |
| Num                | Coureuse                  | Pos                |
| 11                 | Anna Plichta (POL)        | 7e                 |
| 12                 | Lotta Lepistö (FIN)       | 37e                |
| 13                 | Letizia Paternoster (ITA) | 8e                 |
| 14                 | Abigail Van Twisk (GBR)   | 38e                |
| 15                 | Tayler Wiles (USA)        | AB-2               |
| 16                 | Ruth Edwards (USA)        | 13e                |

| Mitchelton-Scott MTS | Mitchelton-Scott MTS   | Mitchelton-Scott MTS |
| -------------------- | ---------------------- | -------------------- |
| Num                  | Coureuse               | Pos                  |
| 21                   | Gracie Elvin (AUS)     | AB-2                 |
| 22                   | Jessica Allen (AUS)    | 41e                  |
| 23                   | Sarah Roy (AUS)        | 29e                  |
| 24                   | Moniek Tenniglo (NED)  | 20e                  |
| 25                   | Georgia Williams (NZL) | AB-2                 |

| Sunweb SUN | Sunweb SUN               | Sunweb SUN |
| ---------- | ------------------------ | ---------- |
| Num        | Coureuse                 | Pos        |
| 31         | Lucinda Brand (NED)      | 2e         |
| 32         | Franziska Koch (GER)     | 10e        |
| 33         | Juliette Labous (FRA)    | 19e        |
| 34         | Floortje Mackaij (NED)   | 9e         |
| 35         | Pernille Mathiesen (DEN) | 3e         |
| 36         | Julia Soek (NED)         | 26e        |

| WNT-Rotor Pro Cycling WNT | WNT-Rotor Pro Cycling WNT | WNT-Rotor Pro Cycling WNT |
| ------------------------- | ------------------------- | ------------------------- |
| Num                       | Coureuse                  | Pos                       |
| 41                        | Lisa Brennauer (GER)      | 1re                       |
| 42                        | Sarah Rijkes (AUT)        | 63e                       |
| 43                        | Aafke Soet (NED)          | 57e                       |
| 44                        | Lea Lin Teutenberg (GER)  | 35e                       |
| 45                        | Lara Vieceli (ITA)        | 51e                       |
| 46                        | Kirsten Wild (NED)        | 28e                       |

| Valcar Cylance VAL | Valcar Cylance VAL              | Valcar Cylance VAL |
| ------------------ | ------------------------------- | ------------------ |
| Num                | Coureuse                        | Pos                |
| 51                 | Elisa Balsamo (ITA)             | AB-2               |
| 52                 | Marta Cavalli (ITA)             | 23e                |
| 53                 | Maria Giulia Confalonieri (ITA) | 16e                |
| 54                 | Chiara Consonni (ITA)           | 40e                |
| 55                 | Vittoria Guazzini (ITA)         | AB-2               |
| 56                 | Ilaria Sanguineti (ITA)         | AB-2               |

| Movistar Team MOV | Movistar Team MOV         | Movistar Team MOV |
| ----------------- | ------------------------- | ----------------- |
| Num               | Coureuse                  | Pos               |
| 61                | Sheyla Gutiérrez (ESP)    | AB-2              |
| 62                | Roxane Fournier (FRA)     | 42e               |
| 63                | Małgorzata Jasińska (POL) | AB-2              |
| 64                | Lourdes Oyarbide (ESP)    | 18e               |
| 65                | Paula Patiño (COL)        | 60e               |
| 66                | Gloria Rodríguez (ESP)    | 58e               |

| Alé Cipollini ALE | Alé Cipollini ALE             | Alé Cipollini ALE |
| ----------------- | ----------------------------- | ----------------- |
| Num               | Coureuse                      | Pos               |
| 71                | Chloe Hosking (AUS)           | 25e               |
| 72                | Romy Kasper (GER)             | 44e               |
| 73                | Diana Peñuela (COL)           | 34e               |
| 74                | Karlijn Swinkels (NED)        | 21e               |
| 75                | Marjolein van 't Geloof (NED) | 32e               |
| 76                | Eri Yonamine (JPN)            | 24e               |

| Cogeas-Mettler-Look Pro Cycling Team CGS | Cogeas-Mettler-Look Pro Cycling Team CGS | Cogeas-Mettler-Look Pro Cycling Team CGS |
| ---------------------------------------- | ---------------------------------------- | ---------------------------------------- |
| Num                                      | Coureuse                                 | Pos                                      |
| 81                                       | Olga Zabelinskaïa (UZB)                  | 11e                                      |
| 82                                       | Maria Novolodskaya (RUS)                 | 55e                                      |
| 83                                       | Virginie Perizzolo Pointet (SUI)         | 62e                                      |
| 84                                       | Edwige Pitel (FRA)                       | 31e                                      |
| 85                                       | Anastasiia Pliaskina (RUS)               | 17e                                      |

| FDJ-Nouvelle Aquitaine-Futuroscope FDJ | FDJ-Nouvelle Aquitaine-Futuroscope FDJ | FDJ-Nouvelle Aquitaine-Futuroscope FDJ |
| -------------------------------------- | -------------------------------------- | -------------------------------------- |
| Num                                    | Coureuse                               | Pos                                    |
| 91                                     | Eugénie Duval (FRA)                    | 30e                                    |
| 92                                     | Charlotte Becker (GER)                 | AB-2                                   |
| 93                                     | Clara Copponi (FRA)                    | 50e                                    |
| 94                                     | Coralie Demay (FRA)                    | 14e                                    |
| 95                                     | Maëlle Grossetête (FRA)                | 22e                                    |
| 96                                     | Lauren Kitchen (AUS)                   | 33e                                    |

| BTC City Ljubljana BTC | BTC City Ljubljana BTC   | BTC City Ljubljana BTC |
| ---------------------- | ------------------------ | ---------------------- |
| Num                    | Coureuse                 | Pos                    |
| 101                    | Maaike Boogaard (NED)    | 56e                    |
| 102                    | Eugenia Bujak (SLO)      | 5e                     |
| 103                    | Anastasia Chursina (RUS) | AB-2                   |
| 104                    | Urša Pintar (SLO)        | 27e                    |
| 105                    | Rossella Ratto (ITA)     | AB-2                   |
| 106                    | Hayley Simmonds (GBR)    | AB-2                   |

| Hitec Products-Birk Sport HPU | Hitec Products-Birk Sport HPU    | Hitec Products-Birk Sport HPU |
| ----------------------------- | -------------------------------- | ----------------------------- |
| Num                           | Coureuse                         | Pos                           |
| 111                           | Lucy van der Haar (GBR)          | AB-2                          |
| 112                           | Pernille Larsen Feldmann (NOR)   | AB-2                          |
| 113                           | Vita Heine (NOR)                 | 12e                           |
| 114                           | Thale Sofie Kielland Bjerk (NOR) | AB-2                          |
| 115                           | Julie Meyer Solvang (NOR)        | 59e                           |
| 116                           | Marta Tagliaferro (ITA)          | 46e                           |

| Bizkaia-Durango BDP | Bizkaia-Durango BDP   | Bizkaia-Durango BDP |
| ------------------- | --------------------- | ------------------- |
| Num                 | Coureuse              | Pos                 |
| 121                 | Sandra Alonso (ESP)   | 66e                 |
| 123                 | Ainara Elbusto (ESP)  | AB-2                |
| 124                 | Ariana Gilabert (ESP) | AB-2                |
| 125                 | Aroa Gorostiza (ESP)  | 45e                 |
| 126                 | Isabel Martin (ESP)   | 65e                 |

| Eneicue EIC | Eneicue EIC           | Eneicue EIC |
| ----------- | --------------------- | ----------- |
| Num         | Coureuse              | Pos         |
| 131         | Ziortza Isasi (ESP)   | AB-2        |
| 132         | Anna Baidak (RUS)     | 49e         |
| 133         | Alessia Bulleri (ITA) | AB-2        |
| 134         | Varvara Fasoi (GRE)   | AB-2        |
| 135         | Lija Laizāne (LAT)    | 61e         |

| Sopela Women's Team SWT | Sopela Women's Team SWT | Sopela Women's Team SWT |
| ----------------------- | ----------------------- | ----------------------- |
| Num                     | Coureuse                | Pos                     |
| 141                     | Yurani Blanco (ESP)     | 64e                     |
| 142                     | Sara Martín (ESP)       | 48e                     |
| 143                     | Maria Martins (POR)     | 36e                     |
| 144                     | Alexandra Moreno (ESP)  | AB-2                    |
| 145                     | Sofía Rodríguez (ESP)   | 53e                     |
| 146                     | Mireia Trias (ESP)      | AB-2                    |

| Massi Tactic MAT | Massi Tactic MAT                | Massi Tactic MAT |
| ---------------- | ------------------------------- | ---------------- |
| Num              | Coureuse                        | Pos              |
| 151              | Belén López (ESP)               | 47e              |
| 152              | Mireia Benito (ESP)             | 52e              |
| 153              | Elisabet Escursell Valero (ESP) | AB-2             |
| 154              | Nekane Gomez (ESP)              | AB-2             |
| 155              | Sandra Moral (ESP)              | AB-2             |
| 156              | Teresa Ripoll (ESP)             | 54e              |